# P.C. Gjelstrup
Peder Christian Gjelstrup (19. oktober 1888 i Lemvig–28. maj 1983 i Lemvig) var forstander for Nørre Nissum Seminarium i 37 år og blev Ridder af Dannebrog.
P.C. Gjelstrup var søn af gårdskarl Anders Christensen Gjelstrup (død 1937) og hustru Marie Cathrine, f. Jensen (1865–1946). Han var ugift; han deler gravsted og -sten med søsteren Margrethe Gjelstrup (1894–1956) på Lemvig kirkegård.
Han blev student fra Odense Katedralskole i 1907 og cand.theol. fra Københavns Universitet i 1914. Han blev i 1915 sekretær i Danmarks kristelige Studenterforbund og var imens i knap et år alumne på Borchs Kollegium (1/12 1915–1/9 1916). De næste tre år, 1916–1919, var han præst (Kaldskapellan) i Ringsted-Benløse.
I 1919 vendte P.C. Gjelstrup tilbage til sin fødeegn. Han var forstander for Nørre Nissum Seminarium fra 1919 til 1956.
Han var formand for Foreningen Nordens Lemvig-afdeling og for Lemvig Centralbibliotek samt medlem af bestyrelsen for Lemvig og Omegns Hjemstavnsmuseum.